# Bob Geldof
Robert Frederick Zenon Geldof, cavaller de l'Imperi Britànic, anomenat Bob Geldof és un intèrpret i compositor, actor i activista polític irlandès. Va néixer el 5 d'octubre del 1951 a Dún Laoghaire, al comtat de Dublín i és conegut sobretot pels concerts benèfics que ha organitzat. El seu pare havia estat venedor ambulant i la seva mare va morir quan tenia set anys, experiència que el va marcar molt i que ha dit que fou "l'experiència que més m'ha format a la vida".

## Els inicis
Va fer els estudia al Blackrock College, prop de Dublín, però no era un alumne brillant. La primera experiència professional que va tenir fou la d'escriure en un diari rock undreground al Canadà, mentre somiava esdevenir una estrella del rock. El 1975 va retornar a Dublín on va fundar un grup amb els amics: Nightlife Thugs que més tard van esdevenir Boomtown Rats, grup a on ell cantava. El 1977 van firmar amb la casa Mercury Records, quan el moviment punk va fer eclosió a la Gran Bretanya. Seguint aquest corrent, els títols Rat Trap i I Don't Like Mondays van tenir molt d'èxit a la Gran Bretanya, així com controvèrsies.
I Don't like mondays fa referència a Brenda Ann Spencer, una jove de 16 anys que, gràcies a un rifle del calibre 22 que li havia regalat el seu pare per Nadal, va obrir foc a finals de gener de 1979 al pati d'una escola de primària a San Diego, Califòrnia. Va ferir vuit nens, un policia i va matar dos adults. Quan va ser detinguda va justificar la seva acció dient "No m'agraden els dilluns", títol de la peça. Evidentment, aquests actes sens motiu de la noia van isnpirar el tema i les paraules amb les quals comença, que va esdevenir número 1 al Regne Unit.
«Tell me why?
I don't like Mondays.
I want to shoot
The whole day down.» 
Després d'això, Bob Geldof, es va fer conèixer com un portaveu expressiu de la música rock. També va fer d'actor en la pel·lícula The Wall, adaptació cinematogràfica de l'àlbum The Wall del grup Pink Floyd, on interpretava Pink.

## Els concerts benèfics

### Band Aid
El 1984 la carrera de Boomtown Rats estava en declivi. El novembre, Geldof va veure a la BBC un reportatge de Michael Buerk sobre la fam a Etiòpia, on es queixava de la manca d'ajuda internacional que el va impressionar molt. Es va posar en contacte amb Midge Ure, cantant del grup Ultravox, i van escriure junts el tema Do They Know It's Chistmas? Durant el mes de novembre el van convidar a la BBC Radio i, en comptes de promocionar el nou àlbum del seu grup, va estar tota l'estona parlant del single benèfic a favor d'Etiòpia, cosa que va fer despertar l'interès dels mitjans de comunicació.
Per interpretar el tema, Bob Geldof i Midge Ure van crear la Band Aid, un grup que reunís les estrelles del rock britàniques i irlandeses de l'època, en total 45 persones ben variades: Bono, George Michael, Simon Le Bon (cantant de Duran Duran), Sting, David Bowie, Paul McCartney, Phil Collins, Boy George, entre d'altres.
Geldof s'esperava un èxit modest com a molt 70.000 lliures, però les vendes començaren a ser importants. Al Regne Unit, el single va vendre un milió d'exemplars en una setmana i va ser durant cinc setmanes el número u, amb unes vendes totals de més de tres milions d'exemplars, cosa que el va fer el segon disc més venut de la història. A la resta del món les vendes també van ser considerables.
Aquest èxit va donar la idea de la cançó We are the world, enregistrada el 28 de gener i que va sortir el 7 de març del 1985, amb l'objectiu de tenir fons per lluitar contra la gana a Etiòpia. Va ser escrita per Michael Jackson, Stevie Wonder i Lionel Richie, va tenir també un gran èxit mudial. Cal dir que Geldof interpreta les paraules finals del tema.
El 29 de novembre del 2004 un nou single es va posar la venda, amb les mateixes paraules, la mateixa música, però amb cantants diferents; també era diferent l'objectiu: aquesta vegada era la fam al Sudan. El grup que la va interpretar es va anomenar Ban Aid 20 i tenia a les seves files Thom Yorke, Dido, Robbie Williams…

### El concertLive Aid
Amb l'èxit de Band Aix, Geldof i Ure van decidir d'organitzar una sèrie de concerts per recollir fons per als seus objectius. Hi va haver iniciatives a Sydney i a Moscou, però els principals concerts foren a l'estadi de Wembley, a Londres, amb 72.000 espectadors, i a l'estadi JFK de Filadèlfia, on es van congregar 90.000 espectadors.
A més es van retransmetre aquests concerts per la televisió i van tenir una audiència de 1.500 milions de telespectadors. Aquests estaven invitats a telefonar per fer els seus donatius, que al final van suposar un total de 150 milions de lliures esterlines.
Després d'això la reina Isabel II d'Anglaterra va concedir l'Ordre de l'Imperi Britànic a Bob Geldof.

### Els concerts Live 8
el 31 de març de 2005, Bob Geldorf va anunciar una sèrie de concerts per al 2 de juliol de 2005 anomenat Live 8, en referència al G8 per tal de fer-hi pressió per tal que anul·lessin els deutes dels països pobres. Els concerts van tenir lloc a Londres, Berlín, Roma i Tòquio, Johannesburg, Moscou, Filadèlfia, Barrie i Versalles. Edimburg va tenir el seu concert una mica més tard, coincidint amb la reunió del G8 a Escòcia mateix.

## Crítiques
Bob Geldof ha treballat molt per Àfrica, però ha estat criticat perquè a la Band Aid no hi havia cap artista africà. Pel que fa a Live 8 només el senegalès Youssou N'Dour estava previst que actués a Europa, però al final se'l va ajuntar amb els cantants africans a Johannesburg.